# ديفيد ساكوراي
ديفيد ساكوراي (بالإنجليزية: David Sakurai)‏ (و. 1979 – م) هو ممثل، ومخرج من الدنمارك . ولد في كوبنهاغن .

## روابط خارجية
- ديفيد ساكوراي على موقع IMDb (الإنجليزية)
- ديفيد ساكوراي على موقع ألو سيني (الفرنسية)
- ديفيد ساكوراي على موقع قاعدة بيانات الفيلم (الإنجليزية)
- ديفيد ساكوراي على موقع كينوبويسك (الروسية)